# Синъе
Синъе́ (кит. упр. 兴业, пиньинь Xīngyè) — уезд городского округа Юйлинь Гуанси-Чжуанского автономного района (КНР).

## История
Уезд Синъе был создан при империи Тан в 635 году.
После вхождения этих мест в состав КНР в конце 1949 года был образован Специальный район Юйлинь (郁林专区) провинции Гуанси, и уезд вошёл в его состав. В 1951 году Специальный район Юйлинь и специальный район Учжоу (梧州专区) были объединены, образовав Специальный район Жунсянь (容县专区). В августе 1952 года уезд Синъе был присоединён к уезду Юйлинь.
В 1956 году написание названия уезда Юйлинь было изменено с 郁林县 на 玉林县.
В 1958 году провинция Гуанси была преобразована в Гуанси-Чжуанский автономный район. Специальный район Жунсянь был расформирован, и уезд Юйлинь перешёл в состав нового Специального района Юйлинь (玉林专区). В 1971 году Специальный район Юйлинь был переименован в Округ Юйлинь (玉林地区).
Постановлением Госсовета КНР от 8 октября 1983 года уезд Юйлинь был преобразован в городской уезд.
Постановлением Госсовета КНР от 27 апреля 1997 года были расформированы округ Юйлинь и городской уезд Юйлинь, и образован городской округ Юйлинь; на территории бывшего городского уезда Юйлинь были образованы район городского подчинения Юйчжоу и уезд Синъе.

## Административное деление
Уезд делится на 13 посёлков.